# Achilles '29 in het seizoen 2012/13
In het seizoen 2012/13 kwam Achilles '29 uit in de Topklasse Zondag, waar het naast periode- en winterkampioen ook bovenaan in de eindstand eindigde. De club speelde de eerste officiële wedstrijd van het seizoen op eigen veld tegen RKSV Leonidas om de Super Cup voor de amateurs die met 2-1 gewonnen werd. De club werd in de landelijke KNVB beker door titelhouder en de latere verliezend finalist PSV Eindhoven uitgeschakeld in de tweede ronde en strandde ook in de regionale Districtsbeker voortijdig (kwartfinale, DVS '33). De twee laatste wedstrijden van het seizoen werden, net als de voorgaande jaargang, in een tweeluik met de zaterdagkampioen (ditmaal vv Katwijk) gespeeld in de strijd om het algemeen amateurkampioenschap. Over twee wedstrijden was de eindstand 3-0 in het voordeel van de oranjehemden.
Dit seizoen zou het elfde seizoen onder de hoede van hoofdtrainer Eric Meijers zijn, maar Meijers ging op 23 juni 2012 na lange onderhandelingen aan de bak als de nieuwe trainer van Helmond Sport. Zijn opvolger was oud-international Jan van Deinsen. Van Deinsen was eerder al een tijdje hoofdtrainer van Achilles '29, toen hij in het seizoen 1989/90 degradatie in de Hoofdklasse wist af te wenden. Op 3 juni 2013 werd bekend dat hij afscheid zou nemen als hoofdtrainer. Hij werd opgevolgd door François Gesthuizen. Dit seizoen was het derde seizoen in de Topklasse Zondag, nadat de Heikanters vorig jaar ook kampioen werden.
Achilles '29 mocht als kampioen strijden om het landskampioenschap en hiermee het recht op promotie naar de Jupiler League, maar de Groesbekers hadden in eerste instantie aangegeven hier geen heil in te zien, omdat het niet kon voldoen aan de eisen die de KNVB stelt voor een status als Betaald Voetbal Organisatie. Vanwege de faillissementen van SC Veendam en AGOVV onderzocht de KNVB momenteel alsnog de mogelijkheid om zowel Katwijk als Achilles door te laten stromen naar de Jupiler League. Katwijk ging niet in op het voorstel van de KNVB, Achilles wel. Hierdoor is Achilles '29 de eerste amateurclub die doorstroomt vanuit de Topklasse.

## Selectie 2012/13

### Complete selectie
| Rugnr. | Naam                 | Nationaliteit | Positie      | Leeft. |
| ------ | -------------------- | ------------- | ------------ | ------ |
| 1      | 0Richard Verwoert    | Nederland     | Doelman      | 021    |
| 2      | 0Djimmie van Putten  | Nederland     | Verdediger   | 029    |
| 3      | 0Tim Sanders         | Nederland     | Verdediger   | 027    |
| 4      | 0Laurens Rijnbeek    | Nederland     | Verdediger   | 032    |
| 5      | 0Tim Konings         | Nederland     | Verdediger   | 027    |
| 6      | 0Michael Lanting     | Nederland     | Middenvelder | 028    |
| 7      | 0Dominique Scholten  | Nederland     | Middenvelder | 025    |
| 8      | 0Twan Smits0         | Nederland     | Middenvelder | 027    |
| 9      | 0Ivo Rigter          | Nederland     | Aanvaller    | 031    |
| 10     | 0Thijs Hendriks      | Nederland     | Aanvaller    | 028    |
| 11     | 0Tim Verhoeven       | Nederland     | Verdediger   | 028    |
| 12     | 0Christian de Haan   | Nederland     | Doelman      | 029    |
| 13     | 0Barry Ditewig       | Nederland     | Doelman      | 035    |
| 14     | 0Frank Hol           | Nederland     | Aanvaller    | 025    |
| 15     | 0Chaimil Mormon      | Nederland     | Verdediger   | 030    |
| 16     | 0Daan Paau           | Nederland     | Aanvaller    | 027    |
| 17     | 0Freek Thoone        | Nederland     | Aanvaller    | 028    |
| 18     | 0Erwin Stadhouders   | Nederland     | Verdediger   | 021    |
| 19     | 0Mark Roebbers       | Nederland     | Middenvelder | 022    |
| 20     | 0Nick van de Groes   | Nederland     | Middenvelder | 027    |
| 21     | 0Rik Sebens          | Nederland     | Middenvelder | 025    |
| 22     | 0Levi Raja Boean     | Nederland     | Middenvelder | 020    |
| 23     | 0Daniël van Straaten | Nederland     | Middenvelder | 027    |

### Aangetrokken en vertrokken spelers
| Naam               | Nationaliteit | Positie      | Afkomstig van   |
| ------------------ | ------------- | ------------ | --------------- |
| 0Nick van de Groes | Nederland     | Middenvelder | N.E.C. Amateurs |
| 0Christian de Haan | Nederland     | Doelman      | VV De Bataven   |
| 0Michael Lanting   | Nederland     | Middenvelder | AFC             |
| 0Levi Raja Boean   | Nederland     | Middenvelder | N.E.C./FC Oss   |
| 0Mark Roebbers     | Nederland     | Middenvelder | N.E.C./FC Oss   |
| 0Erwin Stadhouders | Nederland     | Verdediger   | N.E.C.          |
| 0Freek Thoone      | Nederland     | Aanvaller    | SV Venray       |

| Rugnr. | Naam                | Nationaliteit | Positie      | Vertrekkend naar |
| ------ | ------------------- | ------------- | ------------ | ---------------- |
| 22     | 0Bart van de Beek   | Nederland     | Doelman      | SV Juliana '31   |
| 12     | 0Huub Creemers      | Nederland     | Verdediger   | SV Juliana '31   |
| 17     | 0Sebastiaan Goderie | Nederland     | Middenvelder | N.E.C. Amateurs  |
| 6      | 0Arjan Goorman      | Nederland     | Middenvelder | HSC '21          |
| 18     | 0Ted Heijckmann     | Nederland     | Aanvaller    | VV De Bataven    |
| 19     | 0Luuk d'Hooghe      | Nederland     | Aanvaller    | SV Juliana '31   |
| 25     | 0Berry van Leeuwen  | Nederland     | Aanvaller    | n.n.b.           |
| 20     | 0Peter van Putten   | Nederland     | Middenvelder | VV Rood Wit      |

### Technische staf
| Naam            | Nationaliteit | Functie           |
| --------------- | ------------- | ----------------- |
| Jan van Deinsen | Nederland     | Hoofdtrainer      |
| Frans Derks     | Nederland     | Assistent-trainer |
| Twan Centen     | Nederland     | Keeperstrainer    |
| Bart Potjes     | Nederland     | Verzorger         |
| Jos Poelen      | Nederland     | Fysiotherapeut    |
| Leon Wijers     | Nederland     | Elftalleider      |
| Arno Nillessen  | Nederland     | Materiaalman      |
| Vincent Esveld  | Nederland     | Teammanager       |
| Stefan Kersten  | Nederland     | Teammanager       |

## Statistieken

### Topscorers
Hieronder staan de topscorers per 25 mei 2013. Indien er een gelijke stand is in het totaal aantal gescoorde doelpunten wordt de persoon met de meeste doelpunten in de Topklasse Zondag eerst genoemd, daarna doelpuntenmakers in de KNVB beker. Hierna doelpuntenmakers in het tweeluik op het algemeen amateurkampioenschap en vervolgens op doelpunten in de wedstrijd om de Super Cup (alleen Freek Thoone en Dominique Scholten) en als laatste op het aantal doelpunten in de districtsbeker. Wanneer dit niet beslissend is, wordt er gesorteerd op alfabet. Eigen doelpunten gescoord door de tegenstander komen niet hoger in de tabel te staan.
| #                            | Naam                         | Top-klasse | KNVB beker | Algem. amat. | Super Cup | Distr.-beker | Totaal |
| ---------------------------- | ---------------------------- | ---------- | ---------- | ------------ | --------- | ------------ | ------ |
| 1                            | 0Freek Thoone                | 18         | 0          | 0            | 1         | 0            | 19     |
| 2                            | 0Daan Paau                   | 13         | 0          | 0            | 0         | 1            | 14     |
| 2                            | 0Thijs Hendriks              | 9          | 1          | 0            | 0         | 4            | 14     |
| 4                            | 0Daniël van Straaten         | 9          | 2          | 0            | 0         | 0            | 11     |
| 5                            | 0Dominique Scholten          | 8          | 0          | 0            | 1         | 1            | 10     |
| 5                            | 0Ivo Rigter                  | 4          | 3          | 0            | 0         | 3            | 10     |
| 7                            | 0Michael Lanting             | 2          | 0          | 0            | 0         | 0            | 2      |
| 7                            | 0Tim Sanders                 | 2          | 0          | 0            | 0         | 0            | 2      |
| 7                            | 0Rik Sebens                  | 0          | 0          | 0            | 0         | 2            | 2      |
| 9                            | 0Nick van de Groes           | 1          | 0          | 0            | 0         | 0            | 1      |
| 9                            | 0Frank Hol                   | 1          | 0          | 0            | 0         | 0            | 1      |
| 9                            | 0Tim Konings                 | 1          | 0          | 0            | 0         | 0            | 1      |
| 9                            | 0Djimmie van Putten          | 0          | 0          | 0            | 0         | 1            | 1      |
| 9                            | 0Mark Roebbers               | 0          | 0          | 0            | 0         | 1            | 1      |
| 9                            | 0Tim Verhoeven               | 0          | 0          | 0            | 0         | 1            | 1      |
| 0Eigen doelpunt tegenstander | 0Eigen doelpunt tegenstander | 2          | 0          | 0            | 0         | 0            | 2      |
| Totaal                       | Totaal                       | 70         | 6          | 0            | 2         | 14           | 92     |

### Assists
Hieronder staan de spelers opgesomd die per 25 mei 2013 de meeste assists gegeven hebben. Indien er een gelijke stand is, wordt er op eenzelfde manier gesorteerd als beschreven bij de lijst van doelpuntenmakers. Doelpunten uit een doodspelmoment (strafschop, directe vrije schop of directe hoekschop) of op 'aangeven' van een tegenstander komen niet hoger in de lijst te staan. Goals in de districtsbeker tellen niet mee.
| #                | Naam                 | Top-klasse | KNVB beker | Algem. amat. | Super Cup | Totaal |
| ---------------- | -------------------- | ---------- | ---------- | ------------ | --------- | ------ |
| 1                | 0Daan Paau           | 16         | 1          | 0            | 0         | 17     |
| 2                | 0Thijs Hendriks      | 11         | 0          | 0            | 0         | 11     |
| 3                | 0Freek Thoone        | 8          | 2          | 0            | 0         | 10     |
| 4                | 0Dominique Scholten  | 7          | 0          | 0            | 0         | 7      |
| 5                | 0Ivo Rigter          | 4          | 1          | 0            | 1         | 6      |
| 6                | 0Daniël van Straaten | 4          | 0          | 0            | 0         | 4      |
| 6                | 0Tim Verhoeven       | 4          | 0          | 0            | 0         | 4      |
| 8                | 0Michael Lanting     | 2          | 0          | 0            | 0         | 2      |
| 9                | 0Frank Hol           | 1          | 0          | 0            | 0         | 1      |
| 9                | 0Djimmie van Putten  | 1          | 0          | 0            | 0         | 1      |
| 9                | 0Tim Sanders         | 1          | 0          | 0            | 0         | 1      |
| 9                | 0Twan Smits          | 1          | 0          | 0            | 0         | 1      |
| 0Dood spelmoment | 0Dood spelmoment     | 9          | 1          | 0            | 1         | 11     |
| 0Tegenstander    | 0Tegenstander        | 1          | 1          | 0            | 0         | 2      |
| Totaal           | Totaal               | 70         | 6          | 0            | 2         | 78     |

### Kaarten
Hieronder staan de spelers die bestraft zijn met kaarten. De gegevens zijn per 25 mei 2013. Indien er een gelijke stand is in het totaal aantal kaarten wordt er gesorteerd op het aantal rode kaarten (indien bestraft met een rode kaart wordt het aantal rode kaarten aangegeven tussen haakjes), anders wordt dezelfde volgorde gebruikt als genoemd bij de topscorerslijst. Wanneer een speler vier gele kaarten in de competitie heeft ontvangen, zal hij de eerstvolgende wedstrijd geschorst worden. Bij elke volgende gele kaart zal hij opnieuw een wedstrijd worden geschorst. Schorsingen in de competitie gelden ook voor het algemeen amateurkampioenschap.
| #      | Naam                 | Top-klasse | KNVB beker | Algem. amat. | Super Cup | Totaal |
| ------ | -------------------- | ---------- | ---------- | ------------ | --------- | ------ |
| 1      | 0Dominique Scholten  | 4          | 1          | 0            | 0         | 5      |
| 1      | 0Michael Lanting     | 4          | 0          | 0            | 1         | 5      |
| 3      | 0Twan Smits          | 4          | 0          | 0            | 0         | 4      |
| 3      | 0Tim Konings         | 3          | 1          | 0            | 0         | 4      |
| 5      | 0Thijs Hendriks      | 2          | 0          | 0            | 0         | 2      |
| 5      | 0Daan Paau           | 2          | 0          | 0            | 0         | 2      |
| 5      | 0Tim Sanders         | 2          | 0          | 0            | 0         | 2      |
| 5      | 0Freek Thoone        | 1          | 0          | 1            | 0         | 2      |
| 9      | 0Barry Ditewig       | 1          | 0          | 0            | 0         | 1      |
| 9      | 0Nick van de Groes   | 1          | 0          | 0            | 0         | 1      |
| 9      | 0Djimmie van Putten  | 1          | 0          | 0            | 0         | 1      |
| 9      | 0Laurens Rijnbeek    | 1          | 0          | 0            | 0         | 1      |
| 9      | 0Rik Sebens          | 1          | 0          | 0            | 0         | 1      |
| 9      | 0Daniël van Straaten | 1          | 0          | 0            | 0         | 1      |
| 9      | 0Tim Verhoeven       | 1          | 0          | 0            | 0         | 1      |
| 9      | 0Ivo Rigter          | 0          | 1          | 0            | 0         | 1      |
| Totaal | Totaal               | 29         | 3          | 1            | 1         | 34     |

### Basisplaatsen
Hieronder staan de elf spelers met de meeste basisplaatsen in alle competities per 25 mei 2013. Indien er een gelijke stand is, wordt dezelfde sorteermethode gebruikt als genoemd bij de topscorerslijst.
| #  | Naam                 | Top-klasse | KNVB beker | Algem. amat. | Super Cup | Distr.-beker | Totaal |
| -- | -------------------- | ---------- | ---------- | ------------ | --------- | ------------ | ------ |
| 1  | 0Tim Verhoeven       | 30         | 2          | 2            | 1         | 3            | 38     |
| 2  | 0Daniël van Straaten | 29         | 2          | 2            | 1         | 3            | 37     |
| 3  | 0Freek Thoone        | 29         | 2          | 2            | 1         | 2            | 36     |
| 4  | 0Daan Paau           | 29         | 1          | 2            | 1         | 2            | 35     |
| 5  | 0Barry Ditewig       | 29         | 2          | 2            | 1         | 0            | 34     |
| 5  | 0Dominique Scholten  | 28         | 2          | 2            | 1         | 1            | 34     |
| 5  | 0Tim Sanders         | 26         | 2          | 2            | 1         | 3            | 34     |
| 8  | 0Djimmie van Putten  | 23         | 1          | 2            | 1         | 3            | 30     |
| 9  | 0Tim Konings         | 22         | 2          | 0            | 1         | 2            | 27     |
| 9  | 0Thijs Hendriks      | 22         | 1          | 2            | 0         | 2            | 27     |
| 11 | 0Twan Smits          | 22         | 1          | 2            | 0         | 1            | 26     |

## Super Cup voor amateurs
Achilles '29 speelde op 11 augustus 2012 in Groesbeek op het eigen Sportpark De Heikant tegen RKSV Leonidas. De twee clubs streden om de Super Cup voor amateurs. Leonidas had in het vorige seizoen de Districtsbeker West II en hierna de KNVB beker voor amateurs gewonnen. Achilles, dat in het seizoen 2011/12 de Topklasse zondag had gewonnen, wist tegen de kampioen van de Topklasse zaterdag (SV Spakenburg) de wedstrijden om het algeheel amateurkampioenschap allebei te winnen (resp. 3-0 en 2-0), waardoor het voor het eerst landskampioen bij de amateurs was. Zoals ook bij de profs (Johan Cruijff Schaal), speelt de landskampioen tegen de bekerwinnaar. Het was voor de Groesbekers de tweede keer dat het mocht spelen voor de Super Cup voor de amateurs ooit, nadat ze vorig jaar aantraden op Sportpark De Westmaat tegen V.V. IJsselmeervogels en ook met 2-1 wonnen.
|                            |                         |               |                              |                                                                        |
| 11 augustus 2012 17:00 uur | Achilles '29            | 2 - 1 (2 - 0) | RKSV Leonidas                | Stadion: Sportpark De Heikant, Groesbeek Scheidsrechter: Gino d'Onorio |
| 11 augustus 2012 17:00 uur | Thoone 14' Scholten 24' | Verslag       | 87' Nooitmeer 90' El Khalifi | Stadion: Sportpark De Heikant, Groesbeek Scheidsrechter: Gino d'Onorio |
| 11 augustus 2012 17:00 uur |                         |               |                              | Stadion: Sportpark De Heikant, Groesbeek Scheidsrechter: Gino d'Onorio |
| 11 augustus 2012 17:00 uur |                         |               |                              | Stadion: Sportpark De Heikant, Groesbeek Scheidsrechter: Gino d'Onorio |
|                            |                         |               |                              |                                                                        |

## KNVB Beker
In de eerste ronde voor de landelijke KNVB Beker speelde Achilles '29 tegen SV Spakenburg op Sportpark De Westmaat, waar het nog geen drie maanden eerder het landskampioenschap voor de amateurs binnen wist te slepen. De winnaar van deze wedstrijd, treft het in de tweede ronde gelijk de titelhouder PSV in eigen huis.
|                            |               |               |                                                               |                                                                               |
| 22 augustus 2012 20:00 uur | SV Spakenburg | 0 - 4 (0 - 3) | Achilles '29                                                  | Stadion: Sportpark De Westmaat, Spakenburg Scheidsrechter: Mike van der Roest |
| 22 augustus 2012 20:00 uur | Jansen 44'    | Verslag       | 7' Rigter 25' Van Straaten 45' Van Straaten (pen.) 89' Rigter | Stadion: Sportpark De Westmaat, Spakenburg Scheidsrechter: Mike van der Roest |
| 22 augustus 2012 20:00 uur |               |               |                                                               | Stadion: Sportpark De Westmaat, Spakenburg Scheidsrechter: Mike van der Roest |
| 22 augustus 2012 20:00 uur |               |               |                                                               | Stadion: Sportpark De Westmaat, Spakenburg Scheidsrechter: Mike van der Roest |
|                            |               |               |                                                               |                                                                               |

In de tweede ronde om de KNVB beker, op  27 september 2012, kwam Achilles '29 uit tegen titelverdediger PSV Eindhoven. Zoals in de loting als eis is gesteld, speelde de amateurclub in de tweede ronde thuis tegen een club uit het betaald voetbal, waardoor de wedstrijd op De Heikant gespeeld werd. Voorzitter Harrie Derks had aangegeven te hopen op een uitverkochte Sportpark De Heikant tegen de topclub, dit was ook het geval. Voorafgaand aan de wedstrijd werd er officieel afscheid genomen van de man die Achilles in tien jaar naar de top van het amateurvoetbal heeft gebracht: Eric Meijers. PSV stelde een 'veredeld B-elftal' op, met enkel Atiba Hutchinson, Kevin Strootman en Luciano Narsingh als basiskrachten in het veld. Op de 65e verjaardag van coach Dick Advocaat van PSV, wist Achilles '29 al na 2 minuten op voorsprong te komen door een slechte terugspeelbal van Mathias Jørgensen op Boy Waterman. PSV wist de stand na een half uur om te buigen tot 1-3. Na een dik uur scoorde Ivo Rigter de aansluitingstreffer voor de Groesbekers, waarna de thuisploeg een legio aan kansen kreeg, wat resulteerde in een veldoverwicht, maar niet in een gelijkmaker. Georginio Wijnaldum miste vervolgens een penalty voor de Brabanders, Daan Paau raakte nog de paal en Rigter schoof de bal 1-op-1 met Waterman net naast, waardoor de Eindhovenaren in de volgende ronde van de KNVB beker staan.
|                             |                        |               |                                   |                                                                      |
| 27 september 2012 18:45 uur | Achilles '29           | 2 - 3 (1 - 3) | PSV                               | Stadion: Sportpark De Heikant, Groesbeek Scheidsrechter: Ruud Bossen |
| 27 september 2012 18:45 uur | Hendriks 2' Rigter 63' |               | 25' Locadia 27' Zanka 32' Derijck | Stadion: Sportpark De Heikant, Groesbeek Scheidsrechter: Ruud Bossen |
| 27 september 2012 18:45 uur |                        |               |                                   | Stadion: Sportpark De Heikant, Groesbeek Scheidsrechter: Ruud Bossen |
| 27 september 2012 18:45 uur |                        |               |                                   | Stadion: Sportpark De Heikant, Groesbeek Scheidsrechter: Ruud Bossen |
|                             |                        |               |                                   |                                                                      |

## Districtsbeker Oost
In de eerste knock-outronde van de districtsbeker speelden de mannen van Van Deinsen allereerst tegen SV Orion op 23 oktober. De meeste wedstrijden voor de districtsbeker waren op de vrije speeldag van 21 oktober, maar omdat Achilles inhaalverplichtingen had (de wedstrijd tegen FC Chabab werd afgelast), werd er dan al gespeeld. De wedstrijd werd gespeeld met een veredeld B-elftal, na penalty's werd er gewonnen.
|                           |                                          |                          |                                        |                                                                            |
| 23 oktober 2012 19:30 uur | SV Orion                                 | 1 - 1 (0 - 0) 3 - 5 pen. | Achilles '29                           | Stadion: Sportpark Mariënbosch, Nijmegen Scheidsrechter: Hans Migchelbrink |
| 23 oktober 2012 19:30 uur | Smits 79'                                |                          | 63' Sebens                             | Stadion: Sportpark Mariënbosch, Nijmegen Scheidsrechter: Hans Migchelbrink |
| 23 oktober 2012 19:30 uur | Strafschoppen                            |                          |                                        | Stadion: Sportpark Mariënbosch, Nijmegen Scheidsrechter: Hans Migchelbrink |
| 23 oktober 2012 19:30 uur | Smits Van Merwijk Van Heijningen Veldman |                          | Lanting Thoone Sebens Rigter Verhoeven | Stadion: Sportpark Mariënbosch, Nijmegen Scheidsrechter: Hans Migchelbrink |
|                           |                                          |                          |                                        |                                                                            |

In de tweede ronde bezochten de Groesbekers het Nijmeegse SV Blauw Wit. De wedstrijd werd zonder al te veel inspanningen en met slechts twee basisspelers gewonnen. De coach van Blauw Wit was de afgelopen twee jaar assistent bij de man aan het roer van Achilles '29, Jan van Deinsen, maar is nu bezig met zijn eerste seizoen als hoofdcoach. Voor de derde (tussen)ronde werden de Heikanters vrijgeloot.
|                            |                               |               |                                                              |                                                                           |
| 27 november 2012 20:00 uur | SV Blauw Wit                  | 1 - 5 (1 - 3) | Achilles '29                                                 | Stadion: Sportpark De Schoonhorst, Nijmegen Scheidsrechter: Niels Goutier |
| 27 november 2012 20:00 uur | Rossen 42' Van den Heuvel 62' | Verslag       | 22' Roebbers 26' Rigter 36' Rigter 61' Rigter 73' Van Putten | Stadion: Sportpark De Schoonhorst, Nijmegen Scheidsrechter: Niels Goutier |
| 27 november 2012 20:00 uur |                               |               |                                                              | Stadion: Sportpark De Schoonhorst, Nijmegen Scheidsrechter: Niels Goutier |
| 27 november 2012 20:00 uur |                               |               |                                                              | Stadion: Sportpark De Schoonhorst, Nijmegen Scheidsrechter: Niels Goutier |
|                            |                               |               |                                                              |                                                                           |

In de vierde ronde ontmoetten de Groesbekers het Nijmeegse Quick 1888 uit de derde klasse, de club van oud-speler Mark van Haarlem. De wedstrijd werd zonder moeite met 7-0 gewonnen. Achilles speelde in de sterkst mogelijke opstelling, omdat Van Deinsen met het oog op de streekderby tegen JVC Cuijk het wedstrijdritme van de basisspelers wou behouden (de vorige competitiewedstrijd, VVSB werd afgelast).
|                            |                                                                                        |               |            |                                          |
| 26 februari 2013 20:15 uur | Achilles '29                                                                           | 7 - 0 (2 - 0) | Quick 1888 | Stadion: Sportpark De Heikant, Groesbeek |
| 26 februari 2013 20:15 uur | Verhoeven 4' Paau 31' Scholten 50' Hendriks 59' Hendriks 67' Hendriks 75' Hendriks 85' | Verslag       |            | Stadion: Sportpark De Heikant, Groesbeek |
| 26 februari 2013 20:15 uur |                                                                                        |               |            | Stadion: Sportpark De Heikant, Groesbeek |
| 26 februari 2013 20:15 uur |                                                                                        |               |            | Stadion: Sportpark De Heikant, Groesbeek |
|                            |                                                                                        |               |            |                                          |

In de vijfde ronde (achtste finale) gaan de Heikanters op bezoek bij een oude bekende: Quick '20 uit Oldenzaal. De Twentenaren speelden een seizoen eerder nog in de Topklasse, maar moesten 4 speelronden voor het einde van het seizoen officieel afscheid nemen van het hoogste amateurniveau. De wedstrijd werd met 0-1 gewonnen en dus staat Achilles '29 in de kwartfinale van de Districtsbeker.
|                         |           |               |              |                                             |
| 19 maart 2013 20:00 uur | Quick '20 | 0 - 1 (0 - 1) | Achilles '29 | Stadion: Sportpark Vondersweijde, Oldenzaal |
| 19 maart 2013 20:00 uur |           | Verslag       | 26' Sebens   | Stadion: Sportpark Vondersweijde, Oldenzaal |
| 19 maart 2013 20:00 uur |           |               |              | Stadion: Sportpark Vondersweijde, Oldenzaal |
| 19 maart 2013 20:00 uur |           |               |              | Stadion: Sportpark Vondersweijde, Oldenzaal |
|                         |           |               |              |                                             |

In de kwartfinale lootte Achilles '29 de Hoofdklasser DVS '33 uit Ermelo. Daarmee trof het een relatief zwakke tegenstander, want drie andere kwartfinalisten kwamen net als de Groesbekers uit in de Topklasse. De wedstrijd stond gepland voor 9 april, maar door de afgelasting van de derby tegen De Treffers (verzet naar woensdag 10 april) moest een nieuwe datum gevonden worden. De wedstrijd werd 16 april ingehaald. De Groesbekers, spelend met een B-elftal, moest door een doelpunt vlak voor rust het bekertoernooi verlaten.
|                         |          |               |              |                                                                     |
| 16 april 2013 20:00 uur | DVS '33  | 1 - 0 (1 - 0) | Achilles '29 | Stadion: Sportpark Spoorlaan, Ermelo Scheidsrechter: Erik ter Brake |
| 16 april 2013 20:00 uur | Akla 45' | Verslag       |              | Stadion: Sportpark Spoorlaan, Ermelo Scheidsrechter: Erik ter Brake |
| 16 april 2013 20:00 uur |          |               |              | Stadion: Sportpark Spoorlaan, Ermelo Scheidsrechter: Erik ter Brake |
| 16 april 2013 20:00 uur |          |               |              | Stadion: Sportpark Spoorlaan, Ermelo Scheidsrechter: Erik ter Brake |
|                         |          |               |              |                                                                     |

## Topklasse Zondag

### Programma
Hieronder is een overzicht van de wedstrijden die Achilles '29 speelt in de Topklasse zondag in het seizoen 2012/13.
De openingswedstrijd in de Topklasse Zondag speelden de Groesbekers thuis tegen VVSB. De wedstrijd werd beslist door een doelpunt van aankoop Freek Thoone en het was de eerste keer dat de Heikanters wisten te winnen van VVSB nadat er in het eerste seizoen van de Topklasse thuis werd verloren en uit gelijkgespeeld en vorig jaar thuis doelpuntloos werd gelijkgespeeld en uit werd verloren.
|                            |              |               |      |                                                                          |
| 19 augustus 2012 14:30 uur | Achilles '29 | 1 - 0 (1 - 0) | VVSB | Stadion: Sportpark De Heikant, Groesbeek Scheidsrechter: Cor van Elswijk |
| 19 augustus 2012 14:30 uur | Thoone 10'   | Verslag       |      | Stadion: Sportpark De Heikant, Groesbeek Scheidsrechter: Cor van Elswijk |
| 19 augustus 2012 14:30 uur |              |               |      | Stadion: Sportpark De Heikant, Groesbeek Scheidsrechter: Cor van Elswijk |
| 19 augustus 2012 14:30 uur |              |               |      | Stadion: Sportpark De Heikant, Groesbeek Scheidsrechter: Cor van Elswijk |
|                            |              |               |      |                                                                          |

Op 29 augustus wist Achilles '29 voor het eerst sinds de vorming van de Topklasse in eigen huis te winnen van het Limburgse EVV, na eerder met resp. 0-1 en 0-2 verloren te hebben. De Groesbekers lieten zien nog altijd in goede vorm te zijn en wonnen zonder al te veel moeite met 4-0. Door de blessures van reserve-keepers Verwoert en De Haan, werd de keeper van de A1, Tom Hacken, opgeroepen om op de bank plaats te nemen.
|                            |                                                      |               |     |                                                                        |
| 29 augustus 2012 20:00 uur | Achilles '29                                         | 4 - 0 (1 - 0) | EVV | Stadion: Sportpark De Heikant, Groesbeek Scheidsrechter: Barry Weijers |
| 29 augustus 2012 20:00 uur | Lanting 16' Thoone 58' Van Straaten 73' Scholten 75' | Verslag       |     | Stadion: Sportpark De Heikant, Groesbeek Scheidsrechter: Barry Weijers |
| 29 augustus 2012 20:00 uur |                                                      |               |     | Stadion: Sportpark De Heikant, Groesbeek Scheidsrechter: Barry Weijers |
| 29 augustus 2012 20:00 uur |                                                      |               |     | Stadion: Sportpark De Heikant, Groesbeek Scheidsrechter: Barry Weijers |
|                            |                                                      |               |     |                                                                        |

De eerste Groesbeekse derby in de Topklasse werd nog geen week later gespeeld, tussen regerend en voormalig landskampioen Achilles '29 en De Treffers. De Treffers verloor voorgaande twee duels in de Topklasse en werd bovendien uitgeschakeld om de landelijke KNVB beker en wist ook deze wedstrijd niet te winnen, waardoor de dorpsgenoten van de Heikanters op de laatste plaats terechtkwamen na deze wedstrijd. Achilles wist voor de derde opeenvolgende wedstrijd viermaal het net te vinden: 1-4.
|                            |                    |               |                                                           |                                                              |
| 2 september 2012 14:30 uur | De Treffers        | 1 - 4 (0 - 2) | Achilles '29                                              | Stadion: Sportpark Zuid, Groesbeek Scheidsrechter: Menno Hof |
| 2 september 2012 14:30 uur | Verbeek (pen.) 67' | Verslag       | 16' Sanders 32' Van Straaten (pen.) 60' Thoone 80' Thoone | Stadion: Sportpark Zuid, Groesbeek Scheidsrechter: Menno Hof |
| 2 september 2012 14:30 uur |                    |               |                                                           | Stadion: Sportpark Zuid, Groesbeek Scheidsrechter: Menno Hof |
| 2 september 2012 14:30 uur |                    |               |                                                           | Stadion: Sportpark Zuid, Groesbeek Scheidsrechter: Menno Hof |
|                            |                    |               |                                                           |                                                              |

In de wedstrijd tegen het HBS-Craeyenhout van André Wetzel, maakte zowel aanvoerder Twan Smits als vice-topscorer van het vorige seizoen Thijs Hendriks hun rentree. Laatstgenoemde wist ook te scoren en besliste zo de eindstand.
|                            |                                    |               |                 |                                                                         |
| 9 september 2012 14:30 uur | Achilles '29                       | 3 - 0 (2 - 0) | HBS-Craeyenhout | Stadion: Sportpark De Heikant, Groesbeek Scheidsrechter: Vivian Peeters |
| 9 september 2012 14:30 uur | Rigter 25' Rigter 30' Hendriks 84' | Verslag       |                 | Stadion: Sportpark De Heikant, Groesbeek Scheidsrechter: Vivian Peeters |
| 9 september 2012 14:30 uur |                                    |               |                 | Stadion: Sportpark De Heikant, Groesbeek Scheidsrechter: Vivian Peeters |
| 9 september 2012 14:30 uur |                                    |               |                 | Stadion: Sportpark De Heikant, Groesbeek Scheidsrechter: Vivian Peeters |
|                            |                                    |               |                 |                                                                         |

Op 16 september verloren de Heikanters hun ongeslagen status tegen AFC, waardoor WKE als laatste club deze status wist te behouden, nadat ook FC Lienden verloor.
|                             |                             |               |              |                                                                      |
| 16 september 2012 14:30 uur | Amsterdamsche Football Club | 2 - 0 (0 - 0) | Achilles '29 | Stadion: Sportpark Goed Genoeg, Amsterdam Scheidsrechter: Rob Souwen |
| 16 september 2012 14:30 uur | Ent 82' Patrick 90'         | Verslag       |              | Stadion: Sportpark Goed Genoeg, Amsterdam Scheidsrechter: Rob Souwen |
| 16 september 2012 14:30 uur |                             |               |              | Stadion: Sportpark Goed Genoeg, Amsterdam Scheidsrechter: Rob Souwen |
| 16 september 2012 14:30 uur |                             |               |              | Stadion: Sportpark Goed Genoeg, Amsterdam Scheidsrechter: Rob Souwen |
|                             |                             |               |              |                                                                      |

Voorafgaand aan de wedstrijd tegen VV Gemert werd er een minuut stilte gehouden in verband met het overlijden van de vader van de keeper van Gemert. De spelers van Gemert speelden ook met rouwbanden.
|                             |              |               |                 |                                                                         |
| 22 september 2012 19:30 uur | Achilles '29 | 1 - 0 (0 - 0) | VV Gemert       | Stadion: Sportpark De Heikant, Groesbeek Scheidsrechter: Ingmar Oostrom |
| 22 september 2012 19:30 uur | Paau 85'     | Verslag       | 70' Falkenstein | Stadion: Sportpark De Heikant, Groesbeek Scheidsrechter: Ingmar Oostrom |
| 22 september 2012 19:30 uur |              |               |                 | Stadion: Sportpark De Heikant, Groesbeek Scheidsrechter: Ingmar Oostrom |
| 22 september 2012 19:30 uur |              |               |                 | Stadion: Sportpark De Heikant, Groesbeek Scheidsrechter: Ingmar Oostrom |
|                             |              |               |                 |                                                                         |

Het laatste halfuur speelde JVC Cuijk met een man minder. Nadat er al twee keer gewisseld werd, raakten twee spelers in botsing, waardoor beide spelers niet verder konden. Er kon er dus slechts één gewisseld worden. Achilles wist echter niet te profiteren van deze man-meer-situatie.
|                             |           |       |              |                                                                            |
| 30 september 2012 14:30 uur | JVC Cuijk | 0 - 0 | Achilles '29 | Stadion: Sportpark De Groenendijkse, Cuijk Scheidsrechter: Maarten Dubbeld |
| 30 september 2012 14:30 uur | Verslag   |       |              | Stadion: Sportpark De Groenendijkse, Cuijk Scheidsrechter: Maarten Dubbeld |
| 30 september 2012 14:30 uur |           |       |              | Stadion: Sportpark De Groenendijkse, Cuijk Scheidsrechter: Maarten Dubbeld |
| 30 september 2012 14:30 uur |           |       |              | Stadion: Sportpark De Groenendijkse, Cuijk Scheidsrechter: Maarten Dubbeld |
|                             |           |       |              |                                                                            |

Nieuwkomer ADO '20 was de eerste tegenstander uit de competitie die in een thuiswedstrijd van de Heikanters wist te scoren. De wedstrijd werd echter wel gewonnen, waardoor Achilles '29 thuis nog altijd zonder puntenverlies was.
|                          |                                                           |               |                         |                                                                       |
| 7 oktober 2012 14:30 uur | Achilles '29                                              | 4 - 2 (2 - 0) | ADO '20                 | Stadion: Sportpark De Heikant, Groesbeek Scheidsrechter: Martin Pérez |
| 7 oktober 2012 14:30 uur | Scholten 36' Thoone 43' Van Straaten 71' Van Straaten 85' | Verslag       | 63' De Loor 79' De Loor | Stadion: Sportpark De Heikant, Groesbeek Scheidsrechter: Martin Pérez |
| 7 oktober 2012 14:30 uur |                                                           |               |                         | Stadion: Sportpark De Heikant, Groesbeek Scheidsrechter: Martin Pérez |
| 7 oktober 2012 14:30 uur |                                                           |               |                         | Stadion: Sportpark De Heikant, Groesbeek Scheidsrechter: Martin Pérez |
|                          |                                                           |               |                         |                                                                       |

Al op de tweede speeldag was er sprake van een afgelasting. Door zware regenval 's nachts en 's ochtends was het veld van FC Chabab onbespeelbaar geworden. Wegens de dubieuze omstandigheden van de afgelasting (twee kilometer verderop ging AFC - JVC wel door), klaagde Achilles zowel de KNVB als FC Chabab aan. De KNVB deed op 20 september uitspraak. FC Chabab kreeg een punt in mindering en een boete van 100 euro wegens het niet volgen van de juiste procedure voor afgelastingen. De nieuwe speeldatum was in de vrije speelronde van 21 oktober. Clubs zonder inhaalverplichtingen speelden dan voor de districtsbeker. De wedstrijd eindigde uiteindelijk in 0-2. Ivo Rigter speelde zijn 200e wedstrijd voor de Groesbekers.
|                           |           |               |                       |                                                                            |
| 21 oktober 2012 14:30 uur | FC Chabab | 0 - 2 (0 - 0) | Achilles '29          | Stadion: Sportpark Riekerhaven, Amsterdam Scheidsrechter: Marco Ritmeester |
| 21 oktober 2012 14:30 uur |           | Verslag       | 65' Thoone 83' Rigter | Stadion: Sportpark Riekerhaven, Amsterdam Scheidsrechter: Marco Ritmeester |
| 21 oktober 2012 14:30 uur |           |               |                       | Stadion: Sportpark Riekerhaven, Amsterdam Scheidsrechter: Marco Ritmeester |
| 21 oktober 2012 14:30 uur |           |               |                       | Stadion: Sportpark Riekerhaven, Amsterdam Scheidsrechter: Marco Ritmeester |
|                           |           |               |                       |                                                                            |

In een rechtstreeks duel met koploper WKE werd de koppositie overgenomen. In de eerste helft wist Achilles door een hattrick van topschutter Freek Thoone al op ruime voorsprong te komen, die de Groesbekers niet meer uit handen zouden geven. In de 84e minuut kreeg Dennis Loer zijn tweede gele kaart. Djimmie van Putten speelde zijn 200e officiële wedstrijd in het shirt van de Witzwarten.
|                           |                                              |               |                         |                                                                        |
| 27 oktober 2012 19:30 uur | Achilles '29                                 | 4 - 1 (4 - 0) | WKE                     | Stadion: Sportpark De Heikant, Groesbeek Scheidsrechter: Eric ten Horn |
| 27 oktober 2012 19:30 uur | Hendriks 7' Thoone 15' Thoone 31' Thoone 40' | Verslag       | 48' Buurmeijer 84' Loer | Stadion: Sportpark De Heikant, Groesbeek Scheidsrechter: Eric ten Horn |
| 27 oktober 2012 19:30 uur |                                              |               |                         | Stadion: Sportpark De Heikant, Groesbeek Scheidsrechter: Eric ten Horn |
| 27 oktober 2012 19:30 uur |                                              |               |                         | Stadion: Sportpark De Heikant, Groesbeek Scheidsrechter: Eric ten Horn |
|                           |                                              |               |                         |                                                                        |

Op 4 november behield Achilles haar perfecte score tegen FC Lienden, omdat voor de vijfde keer op rij werd gewonnen door een doelpunt van Daan Paau. De overwinning zou in eerste instantie de boeken in gaan als de kleinste, omdat Lienden na dit seizoen zou stoppen met zondagvoetbal wegens te weinig belangstelling (de latere thuiswedstrijd werd met 2-0 gewonnen). Op 23 april 2013 maakte de voorzitter van Lienden echter bekend dat de club een doorstart zou maken in de Topklasse.
|                           |            |               |              |                                                                           |
| 4 november 2012 14:30 uur | FC Lienden | 0 - 1 (0 - 1) | Achilles '29 | Stadion: Sportpark De Abdijhof, Lienden Scheidsrechter: Killy Mandemakers |
| 4 november 2012 14:30 uur |            | Verslag       | 24' Paau     | Stadion: Sportpark De Abdijhof, Lienden Scheidsrechter: Killy Mandemakers |
| 4 november 2012 14:30 uur |            |               |              | Stadion: Sportpark De Abdijhof, Lienden Scheidsrechter: Killy Mandemakers |
| 4 november 2012 14:30 uur |            |               |              | Stadion: Sportpark De Abdijhof, Lienden Scheidsrechter: Killy Mandemakers |
|                           |            |               |              |                                                                           |

Op 11 november leed Achilles haar eerste thuisnederlaag van het seizoen tegen de nummer twee van de vorige jaargang Haaglandia. Opvallend is dat dit de derde keer op rij is dat de Rijswijkers op De Heikant met 0-1 weten te winnen.
|                            |              |               |                        |                                                                        |
| 11 november 2012 14:30 uur | Achilles '29 | 0 - 1 (0 - 0) | Haaglandia/Sir Winston | Stadion: Sportpark De Heikant, Groesbeek Scheidsrechter: Gino d'Onorio |
| 11 november 2012 14:30 uur |              | Verslag       | 82' Gorer              | Stadion: Sportpark De Heikant, Groesbeek Scheidsrechter: Gino d'Onorio |
| 11 november 2012 14:30 uur |              |               |                        | Stadion: Sportpark De Heikant, Groesbeek Scheidsrechter: Gino d'Onorio |
| 11 november 2012 14:30 uur |              |               |                        | Stadion: Sportpark De Heikant, Groesbeek Scheidsrechter: Gino d'Onorio |
|                            |              |               |                        |                                                                        |

In de op-één-na laatste wedstrijd van de heenronde wisten de Groesbekers zich goed te herstellen van de nederlaag van vorige week tegen Haaglandia door weer eens vier doelpunten te scoren in één wedstrijd. Voor HSC '21-speler Arjan Goorman was het een ontmoeting met de club die hij na twee seizoen verliet.
|                            |         |               |                                                 |                                                                                   |
| 18 november 2012 14:30 uur | HSC '21 | 0 - 4 (0 - 1) | Achilles '29                                    | Stadion: Sportpark Groot Scholtenhagen, Haaksbergen Scheidsrechter: Barry Weijers |
| 18 november 2012 14:30 uur |         | Verslag       | 30' Paau 47' Thoone 57' Van Straaten 68' Rigter | Stadion: Sportpark Groot Scholtenhagen, Haaksbergen Scheidsrechter: Barry Weijers |
| 18 november 2012 14:30 uur |         |               |                                                 | Stadion: Sportpark Groot Scholtenhagen, Haaksbergen Scheidsrechter: Barry Weijers |
| 18 november 2012 14:30 uur |         |               |                                                 | Stadion: Sportpark Groot Scholtenhagen, Haaksbergen Scheidsrechter: Barry Weijers |
|                            |         |               |                                                 |                                                                                   |

Voorafgaand de wedstrijd tegen de Friesen, die door een ongeluk op de snelweg te laat bij Sportpark De Heikant aankwamen, waardoor de wedstrijd een kwartier later begon, werd er uitgebreid stilgestaan bij kanker, net als bij de wedstrijden in het betaald voetbal. Ivo Rigter, wiens zoontje al twee jaar in behandeling is in verband met een hersentumor, en Barry Ditewig, wiens dochtertje vier jaar geleden aan de gevolgen van kanker is overleden, spraken het publiek toe om op te staan tegen de ziekte en tijdens de wedstrijd geld te doneren voor KWF Kankerbestrijding.
|                            |                                                                           |               |                |                                                                       |
| 25 november 2012 14:45 uur | Achilles '29                                                              | 6 - 0 (2 - 0) | SWZ Boso Sneek | Stadion: Sportpark De Heikant, Groesbeek Scheidsrechter: Stijn Berben |
| 25 november 2012 14:45 uur | Paau 19' Scholten 36' Van Straaten 49' Paau 64' Hendriks 69' Hendriks 71' | Verslag       |                | Stadion: Sportpark De Heikant, Groesbeek Scheidsrechter: Stijn Berben |
| 25 november 2012 14:45 uur |                                                                           |               |                | Stadion: Sportpark De Heikant, Groesbeek Scheidsrechter: Stijn Berben |
| 25 november 2012 14:45 uur |                                                                           |               |                | Stadion: Sportpark De Heikant, Groesbeek Scheidsrechter: Stijn Berben |
|                            |                                                                           |               |                |                                                                       |

De wedstrijd tegen Chabab lag vanaf de 70e minuut 20 minuten stil in verband met een blessure van de grensrechter. Net voordat de wedstrijd tijdelijk gestaakt werd, scoorde Dominique Scholten met een indraaiende corner. De wedstrijd werd later hervat met een andere grensrechter. Door de overwinning op FC Chabab en het gelijkspel van WKE was Achilles '29 voor het tweede seizoen op rij winterkampioen.
|                           |                           |               |            |                                                                         |
| 2 december 2012 14:30 uur | Achilles '29              | 2 - 1 (0 - 0) | FC Chabab  | Stadion: Sportpark De Heikant, Groesbeek Scheidsrechter: Frank Franssen |
| 2 december 2012 14:30 uur | Scholten 72' Hendriks 89' | Verslag       | 90' Linger | Stadion: Sportpark De Heikant, Groesbeek Scheidsrechter: Frank Franssen |
| 2 december 2012 14:30 uur |                           |               |            | Stadion: Sportpark De Heikant, Groesbeek Scheidsrechter: Frank Franssen |
| 2 december 2012 14:30 uur |                           |               |            | Stadion: Sportpark De Heikant, Groesbeek Scheidsrechter: Frank Franssen |
|                           |                           |               |            |                                                                         |

Net als in de tweede speelronde was er ook in de tiende speelronde een afgelasting tegen een Noord-Hollandse tegenstander. Ditmaal de wedstrijd tegen Hollandia in Hoorn, gepland op 14 oktober. De wedstrijd werd ingehaald op 16 december. Bij winst met twee doelpunten verschil of meer was Achilles '29 de eerste periodekampioen van de Topklasse Zondag, waarmee het recht kreeg om in de KNVB beker 2013/14 pas in de tweede ronde in te stromen, samen met de clubs uit het betaald voetbal. Met de overwinning in de laatste wedstrijd van 2012, werd dus niet alleen de periodetitel (en de bijbehorende beloning van €10.000,-) binnengehaald, ook werd het gat op naaste concurrent WKE vergroot tot 8 punten.
|                            |               |               |                                                            |                                                                   |
| 16 december 2012 14:00 uur | HVV Hollandia | 0 - 4 (0 - 1) | Achilles '29                                               | Stadion: Sportpark Julianapark, Hoorn Scheidsrechter: Tim de Gast |
| 16 december 2012 14:00 uur | Johnstone 54' | Verslag       | 1' Van Straaten 56' Scholten 64' Scholten 73' Van Straaten | Stadion: Sportpark Julianapark, Hoorn Scheidsrechter: Tim de Gast |
| 16 december 2012 14:00 uur |               |               |                                                            | Stadion: Sportpark Julianapark, Hoorn Scheidsrechter: Tim de Gast |
| 16 december 2012 14:00 uur |               |               |                                                            | Stadion: Sportpark Julianapark, Hoorn Scheidsrechter: Tim de Gast |
|                            |               |               |                                                            |                                                                   |

Een defensief spelend AFC wist het lang vol te houden tegen een stormlopend Heikantlegioen, maar liep in de slotminuten via een vrije trap van Thijs Hendriks en een solo van Daan Paau toch tegen een achterstand en dus een verlies aan.
|                           |                       |               |                             |                                                                      |
| 3 februari 2013 14:30 uur | Achilles '29          | 2 - 0 (0 - 0) | Amsterdamsche Football Club | Stadion: Sportpark De Heikant, Groesbeek Scheidsrechter: Erwin Blank |
| 3 februari 2013 14:30 uur | Hendriks 87' Paau 90' | Verslag       |                             | Stadion: Sportpark De Heikant, Groesbeek Scheidsrechter: Erwin Blank |
| 3 februari 2013 14:30 uur |                       |               |                             | Stadion: Sportpark De Heikant, Groesbeek Scheidsrechter: Erwin Blank |
| 3 februari 2013 14:30 uur |                       |               |                             | Stadion: Sportpark De Heikant, Groesbeek Scheidsrechter: Erwin Blank |
|                           |                       |               |                             |                                                                      |

In Den Haag leden de Heikanters na lange tijd weer puntenverlies, maar naaste belager WKE wist hier niet van te profiteren, doordat het zelf met 4-1 verloor bij het Amsterdamse FC Chabab. Hierdoor wist FC Lienden, die hun laatste seizoen in de zondagcompetitie spelen, op te klimmen naar de gedeelde tweede plaats met een wedstrijd minder naar WKE.
|                            |                       |               |              |                                                                               |
| 17 februari 2013 14:00 uur | HBS-Craeyenhout       | 1 - 1 (1 - 1) | Achilles '29 | Stadion: Sportpark Daal en Bergselaan, Den Haag Scheidsrechter: Barry Weijers |
| 17 februari 2013 14:00 uur | van Putten (e.d.) 35' | Verslag       | 20' Paau     | Stadion: Sportpark Daal en Bergselaan, Den Haag Scheidsrechter: Barry Weijers |
| 17 februari 2013 14:00 uur |                       |               |              | Stadion: Sportpark Daal en Bergselaan, Den Haag Scheidsrechter: Barry Weijers |
| 17 februari 2013 14:00 uur |                       |               |              | Stadion: Sportpark Daal en Bergselaan, Den Haag Scheidsrechter: Barry Weijers |
|                            |                       |               |              |                                                                               |

De streekderby tussen JVC Cuijk en de Groesbekers mondde uit in een drama voor de thuisploeg. Ondanks meer dan 45 minuten met een man meer te hebben gespeeld zagen ze de Brabanders in de laatste minuut van de blessuretijd voorbij komen, zodat Achilles met lege handen achterbleef op De Heikant. Een andere tegenvaller was dat vaste kracht Paau nog voor rust gedwongen het veld moest verlaten met een neusblessure.
|                        |                   |               |                                          |                                                                           |
| 2 maart 2013 20:00 uur | Achilles '29      | 1 - 2 (0 - 0) | JVC Cuijk                                | Stadion: Sportpark De Heikant, Groesbeek Scheidsrechter: Jeroen Spinhoven |
| 2 maart 2013 20:00 uur | Thoone (pen.) 65' | Verslag       | 42' Schouten 51' El Allachi 90' Assouiki | Stadion: Sportpark De Heikant, Groesbeek Scheidsrechter: Jeroen Spinhoven |
| 2 maart 2013 20:00 uur |                   |               |                                          | Stadion: Sportpark De Heikant, Groesbeek Scheidsrechter: Jeroen Spinhoven |
| 2 maart 2013 20:00 uur |                   |               |                                          | Stadion: Sportpark De Heikant, Groesbeek Scheidsrechter: Jeroen Spinhoven |
|                        |                   |               |                                          |                                                                           |

Na 8 maanden blessureleed maakte Frank Hol in de uitwedstrijd tegen VV Gemert zijn rentree als wisselspeler. Ondanks een voorsprong voor de thuisclub wist de landskampioen de overwinning in de wacht te slepen met een sterke eindfase: in 6 minuten bogen ze de 1-0-achterstand om in een 1-3-overwinning. Frank Hol bekroonde zijn rentree met het winnende doelpunt.
|                         |                 |               |                                 |                                                                         |
| 10 maart 2013 14:30 uur | VV Gemert       | 1 - 3 (0 - 0) | Achilles '29                    | Stadion: Sportpark Molenbroek, Gemert Scheidsrechter: Killy Mandemakers |
| 10 maart 2013 14:30 uur | Falkenstein 63' | Verslag       | 77' Thoone 81' Hendriks 83' Hol | Stadion: Sportpark Molenbroek, Gemert Scheidsrechter: Killy Mandemakers |
| 10 maart 2013 14:30 uur |                 |               |                                 | Stadion: Sportpark Molenbroek, Gemert Scheidsrechter: Killy Mandemakers |
| 10 maart 2013 14:30 uur |                 |               |                                 | Stadion: Sportpark Molenbroek, Gemert Scheidsrechter: Killy Mandemakers |
|                         |                 |               |                                 |                                                                         |

In de 4-1-overwinning op HVV Hollandia maakte Daan Paau zijn rentree, nadat hij tegen JVC Cuijk met een gebroken neus moest uitvallen. Tim Konings scoorde zijn eerste officiële doelpunt sinds zijn overstap van VV De Bataven twee seizoenen eerder en tevens zijn eerste officiële doelpunt in ruim 6 jaar. In het derde weekend van maart moesten naaste concurrenten WKE en ADO '20 de punten delen en ook FC Lienden speelde gelijk (tegen hekkensluiter VV Gemert) en dus verstevigde Achilles haar koppositie.
|                         |                                                      |               |               |                                                                           |
| 17 maart 2013 14:30 uur | Achilles '29                                         | 4 - 1 (2 - 0) | HVV Hollandia | Stadion: Sportpark De Heikant, Groesbeek Scheidsrechter: Marco Ritmeester |
| 17 maart 2013 14:30 uur | Thoone 22' Konings 36' Thoone (pen.) 63' Lanting 85' | Verslag       | 47' Tesselaar | Stadion: Sportpark De Heikant, Groesbeek Scheidsrechter: Marco Ritmeester |
| 17 maart 2013 14:30 uur |                                                      |               |               | Stadion: Sportpark De Heikant, Groesbeek Scheidsrechter: Marco Ritmeester |
| 17 maart 2013 14:30 uur |                                                      |               |               | Stadion: Sportpark De Heikant, Groesbeek Scheidsrechter: Marco Ritmeester |
|                         |                                                      |               |               |                                                                           |

De terugwedstrijd tegen promovendus ADO '20 bleek een brug te ver voor de Groesbekers, want nadat verdediger Tim Sanders met een afstandsschot de gelijkmaker wist te forceren na de eerste goal van de Heemskerkers, hadden ze geen antwoord op de 2-1 van Clive Keus. Opvallend is dat er zowel twee doelpunten van de uitploeg werden afgekeurd en dat Joey Carolina in de slotminuten met zijn handen een doelpunt voor de koploper wist te voorkomen. Dit laatste werd niet gezien door de scheidsrechter, maar Carolina gaf later in een interview met RTV Noord-Holland toe dat het inderdaad hands was.
|                         |                       |               |              |                                                                         |
| 24 maart 2013 14:00 uur | ADO '20               | 2 - 1 (1 - 0) | Achilles '29 | Stadion: Sportpark De Vlotter, Heemskerk Scheidsrechter: Vivian Peeters |
| 24 maart 2013 14:00 uur | Zinhagel 30' Keus 73' | Verslag       | 55' Sanders  | Stadion: Sportpark De Vlotter, Heemskerk Scheidsrechter: Vivian Peeters |
| 24 maart 2013 14:00 uur |                       |               |              | Stadion: Sportpark De Vlotter, Heemskerk Scheidsrechter: Vivian Peeters |
| 24 maart 2013 14:00 uur |                       |               |              | Stadion: Sportpark De Vlotter, Heemskerk Scheidsrechter: Vivian Peeters |
|                         |                       |               |              |                                                                         |

Op 27 januari lastte de KNVB een algehele afgelasting in het amateurvoetbal in. Het betrof deze keer de uitwedstrijd tegen EVV. De wedstrijd werd ingehaald op Tweede Paasdag. Door verlies van FC Lienden bij nota bene aartsrivaal De Treffers en de gelijke spelen van WKE en ADO '20 liep Achilles '29 uit op alle concurrenten. Ondanks dat het twee dagen eerder, door de afgelasting tegen De Treffers, laatstgenoemden dichterbij zag komen, bedraagt de voorsprong op nummer twee ADO '20 nu 8 punten, met een wedstrijd in handen.
|                    |                         |               |                                 |                                                                  |
| 1 april 2013 14:30 | EVV                     | 1 - 2 (0 - 0) | Achilles '29                    | Stadion: Sportpark In de Bandert, Echt Scheidsrechter: Menno Hof |
| 1 april 2013 14:30 | Dekkers 53' Evelein 75' | Verslag       | 46' Op den Kamp (e.d.) 81' Paau | Stadion: Sportpark In de Bandert, Echt Scheidsrechter: Menno Hof |
| 1 april 2013 14:30 |                         |               |                                 | Stadion: Sportpark In de Bandert, Echt Scheidsrechter: Menno Hof |
| 1 april 2013 14:30 |                         |               |                                 | Stadion: Sportpark In de Bandert, Echt Scheidsrechter: Menno Hof |
|                    |                         |               |                                 |                                                                  |

De wedstrijd tegen aartsrivaal De Treffers stond aanvankelijk gepland op 20 januari, maar door sneeuwval en aanhoudende vorst besloot de KNVB vroegtijdig de gehele speelronde af te gelasten voor het amateurvoetbal. De Groesbeekse derby zou hierdoor worden ingehaald in het paasweekend, 30 maart, maar wegens hevige sneeuwval besloot scheidsrechter Laarhuis om de wedstrijd af te gelasten. De wedstrijd werd ingehaald op 10 april. Hierdoor wordt de kwartfinale van de districtsbeker tegen DVS '33, die aanvankelijk gepland stond voor 9 april, verzet naar 16 april. De Heikanters kwam weliswaar tweemaal op voorsprong door doelpunten van Daan Paau, maar door twee doelpunten in de slotfase van Bernard Hofstede ging De Treffers er voor het eerst sinds de invoering van de Topklasse in 2010 met de derbywinst vandoor.
|                         |                   |               |                                       |                                                                         |
| 10 april 2013 19:30 uur | Achilles '29      | 2 - 3 (1 - 1) | De Treffers                           | Stadion: Sportpark De Heikant, Groesbeek Scheidsrechter: Arjan Laarhuis |
| 10 april 2013 19:30 uur | Paau 19' Paau 61' | Verslag       | 44' Verbeek 72' Hofstede 86' Hofstede | Stadion: Sportpark De Heikant, Groesbeek Scheidsrechter: Arjan Laarhuis |
| 10 april 2013 19:30 uur |                   |               |                                       | Stadion: Sportpark De Heikant, Groesbeek Scheidsrechter: Arjan Laarhuis |
| 10 april 2013 19:30 uur |                   |               |                                       | Stadion: Sportpark De Heikant, Groesbeek Scheidsrechter: Arjan Laarhuis |
|                         |                   |               |                                       |                                                                         |

Door het gelijkspel van nummer twee ADO '20 tegen Haaglandia, liep Achilles '29 twee punten uit op de Heemskerkers, na de 2-0-overwinning op FC Lienden. Deze wedstrijd zou eigenlijk de laatste wedstrijd tegen Lienden zijn, omdat zij na dit seizoen zouden stoppen met de zondagtak, wegens te weinig belangstelling. Op 23 april 2013 maakte voorzitter Dick van Ommeren bekend dat er echter een doorstart zou worden gemaakt. Achilles wist door de overwinning wel de perfecte score in de Topklasse tegen Lienden te behouden, met 6 overwinningen uit evenveel wedstrijden (doelsaldo 15-2).
|                         |                      |               |            |                                                                        |
| 14 april 2013 14:30 uur | Achilles '29         | 2 - 0 (1 - 0) | FC Lienden | Stadion: Sportpark De Heikant, Groesbeek Scheidsrechter: Gino d'Onorio |
| 14 april 2013 14:30 uur | Hendriks 6' Paau 60' | Verslag       |            | Stadion: Sportpark De Heikant, Groesbeek Scheidsrechter: Gino d'Onorio |
| 14 april 2013 14:30 uur |                      |               |            | Stadion: Sportpark De Heikant, Groesbeek Scheidsrechter: Gino d'Onorio |
| 14 april 2013 14:30 uur |                      |               |            | Stadion: Sportpark De Heikant, Groesbeek Scheidsrechter: Gino d'Onorio |
|                         |                      |               |            |                                                                        |

Bij winst op Haaglandia en verlies van ADO '20 bij HSC '21 werden de Groesbekers kampioen van de Topklasse Zondag. Dit gebeurde ook (zelf 0-2 winst, ADO 3-2 verlies) en daarmee is Achilles de eerste club die zijn Topklassetitel weet te prolongeren. Precies 364 dagen na het vorige kampioenschap in de Topklasse wist Achilles '29 de runner-up van vorig jaar met doelpunten van Dominique Scholten en Freek Thoone van zich af te houden. Omdat het kampioenschap afhankelijk was van het resultaat in Haaksbergen en de wedstrijd in Rijswijk vijf minuten eerder was afgelopen, moest het witzwarte gezelschap nog even wachten om zeker te zijn van titelprolongatie. Opvallend was dat HSC '21 ook vorig jaar met winst op de nummer twee het kampioenschap veiligstelde voor de Groesbekers.
|                         |                        |               |                         |                                                                            |
| 21 april 2013 14:30 uur | Haaglandia/Sir Winston | 0 - 2 (0 - 0) | Achilles '29            | Stadion: Sportpark Prinses Irene, Rijswijk Scheidsrechter: Alex van Kraaij |
| 21 april 2013 14:30 uur |                        | Verslag       | 60' Scholten 63' Thoone | Stadion: Sportpark Prinses Irene, Rijswijk Scheidsrechter: Alex van Kraaij |
| 21 april 2013 14:30 uur |                        |               |                         | Stadion: Sportpark Prinses Irene, Rijswijk Scheidsrechter: Alex van Kraaij |
| 21 april 2013 14:30 uur |                        |               |                         | Stadion: Sportpark Prinses Irene, Rijswijk Scheidsrechter: Alex van Kraaij |
|                         |                        |               |                         |                                                                            |

De wedstrijd tegen WKE op 6 april werd uitgesteld wegens het overlijden van de oprichter en clubicoon van WKE, Hendrik 'Grote Geert' Wolters. Op verzoek van de Emmense club werden alle WKE-wedstrijden van dat weekend afgelast. De wedstrijd werd op 24 april ingehaald, de wedstrijd werd met 2-1 verloren, ondanks de 0-1-voorsprong van de bezoekers.
|                         |                                   |               |              |                                                                     |
| 24 april 2013 19:30 uur | WKE                               | 2 - 1 (0 - 1) | Achilles '29 | Stadion: Sportpark Grote Geert, Emmen Scheidsrechter: Lorenzo Cairo |
| 24 april 2013 19:30 uur | Oosting 60' Buurmeijer (pen.) 67' | Verslag       | 14' Scholten | Stadion: Sportpark Grote Geert, Emmen Scheidsrechter: Lorenzo Cairo |
| 24 april 2013 19:30 uur |                                   |               |              | Stadion: Sportpark Grote Geert, Emmen Scheidsrechter: Lorenzo Cairo |
| 24 april 2013 19:30 uur |                                   |               |              | Stadion: Sportpark Grote Geert, Emmen Scheidsrechter: Lorenzo Cairo |
|                         |                                   |               |              |                                                                     |

De wedstrijd tegen VVSB werd afgelast, evenals alle andere wedstrijden in het amateurvoetbal, in verband met de dood van Richard Nieuwenhuizen, de grensrechter die overleed nadat hij meerdere malen tegen het hoofd geschopt werd. Zelfs als dit incident niet was voorgevallen was het nog de vraag of de wedstrijd doorgang had kunnen vinden, wegens hevige sneeuwval de voorgaande dagen. Ook op de nieuwe data, 13 januari en 23 februari, kon de wedstrijd geen doorgang vinden omdat het veld van VVSB steeds bevroren of besneeuwd was. De vierde speeldatum voor deze wedstrijd stond gepland op 28 april en werd met 0-2 gewonnen, waardoor de kampioenen ook de tweede periode won. Omdat Achilles echter ook de eerste periode heeft gewonnen, gaat deze periodetitel naar de nummer twee, De Treffers.
|                         |               |               |                       |                                                                                |
| 28 april 2013 14:00 uur | VVSB          | 0 - 2 (0 - 1) | Achilles '29          | Stadion: Sportpark De Boekhorst, Noordwijkerhout Scheidsrechter: Eric ten Horn |
| 28 april 2013 14:00 uur | Van Laere 66' | Verslag       | 44' Paau 90' Hendriks | Stadion: Sportpark De Boekhorst, Noordwijkerhout Scheidsrechter: Eric ten Horn |
| 28 april 2013 14:00 uur |               |               |                       | Stadion: Sportpark De Boekhorst, Noordwijkerhout Scheidsrechter: Eric ten Horn |
| 28 april 2013 14:00 uur |               |               |                       | Stadion: Sportpark De Boekhorst, Noordwijkerhout Scheidsrechter: Eric ten Horn |
|                         |               |               |                       |                                                                                |

Op 5 mei keerde Arjan Goorman voor het eerst als oud-speler terug naar De Heikant. De Haaksbergenaren, die nog zicht hadden op de derde periodetitel, gingen met 4-1 onderuit. Freek Thoone wist na anderhalve maand weer tweemaal in één wedstrijd het net te vinden. Hierdoor staat hij op de gedeelde eerste plaats in het topschuttersklassement met 17 doelpunten. Hij deelt deze eerste plaats met Jan Hooiveld van WKE.
|                      |                                                |               |              |                                                                      |
| 5 mei 2013 14:30 uur | Achilles '29                                   | 4 - 1 (2 - 0) | HSC '21      | Stadion: Sportpark De Heikant, Groesbeek Scheidsrechter: Tim de Gast |
| 5 mei 2013 14:30 uur | Thoone 4' Paau 39' Van de Groes 60' Thoone 63' | Verslag       | 61' Schutten | Stadion: Sportpark De Heikant, Groesbeek Scheidsrechter: Tim de Gast |
| 5 mei 2013 14:30 uur |                                                |               |              | Stadion: Sportpark De Heikant, Groesbeek Scheidsrechter: Tim de Gast |
| 5 mei 2013 14:30 uur |                                                |               |              | Stadion: Sportpark De Heikant, Groesbeek Scheidsrechter: Tim de Gast |
|                      |                                                |               |              |                                                                      |

Op de laatste speeldag, 6 dagen voor de eerste wedstrijd met zaterdagkampioen vv Katwijk, werd er in het verre Sneek weer gewonnen. Freek Thoone scoorde in de slotminuten zijn 18e doelpunt en wist daarmee boven Jan Hooiveld (WKE, 17) op de eerste plaats te eindigen in de topscorerslijst.
|                       |                |               |                                                |                                                                              |
| 12 mei 2013 14:30 uur | SWZ Boso Sneek | 1 - 3 (1 - 1) | Achilles '29                                   | Stadion: Sportpark VV Sneek Wit Zwart, Sneek Scheidsrechter: Gert-Jan Bakker |
| 12 mei 2013 14:30 uur | Smaal 22'      | Verslag       | 28' Van Straaten 58' Grendel (e.d.) 87' Thoone | Stadion: Sportpark VV Sneek Wit Zwart, Sneek Scheidsrechter: Gert-Jan Bakker |
| 12 mei 2013 14:30 uur |                |               |                                                | Stadion: Sportpark VV Sneek Wit Zwart, Sneek Scheidsrechter: Gert-Jan Bakker |
| 12 mei 2013 14:30 uur |                |               |                                                | Stadion: Sportpark VV Sneek Wit Zwart, Sneek Scheidsrechter: Gert-Jan Bakker |
|                       |                |               |                                                |                                                                              |

### Stand
Hieronder staat de eindstand in de Topklasse Zondag na 30 speelronden.
| #   | Club             | P  | GS | W  | G | V  | DV | DT | DS  | Resultaat                                      |
| --- | ---------------- | -- | -- | -- | - | -- | -- | -- | --- | ---------------------------------------------- |
| 1.  | 0Achilles '291 + | 68 | 30 | 22 | 2 | 6  | 70 | 23 | 47  | 0Kampioen Topklasse Zondag0                    |
| 2.  | 0ADO '20         | 53 | 30 | 15 | 8 | 7  | 66 | 53 | 13  | 0Lijfsbehoud0                                  |
| 3.  | 0De Treffers +   | 50 | 30 | 15 | 5 | 10 | 60 | 36 | 24  | 0Lijfsbehoud0                                  |
| 4.  | 0WKE             | 50 | 30 | 15 | 5 | 10 | 64 | 60 | 4   | 0Lijfsbehoud0                                  |
| 5.  | 0EVV             | 48 | 30 | 14 | 6 | 10 | 37 | 35 | 2   | 0Lijfsbehoud0                                  |
| 6.  | 0HSC '21 +       | 46 | 30 | 14 | 4 | 12 | 67 | 57 | 10  | 0Lijfsbehoud0                                  |
| 7.  | 0FC Lienden2     | 46 | 30 | 14 | 4 | 12 | 50 | 45 | 5   | 0Lijfsbehoud0                                  |
| 8.  | 0HBS-Craeyenhout | 44 | 30 | 13 | 5 | 12 | 47 | 55 | −8  | 0Lijfsbehoud0                                  |
| 9.  | 0VVSB            | 43 | 30 | 12 | 7 | 11 | 37 | 42 | −5  | 0Lijfsbehoud0                                  |
| 10. | 0JVC Cuijk       | 39 | 30 | 11 | 6 | 13 | 47 | 43 | 4   | 0Lijfsbehoud0                                  |
| 11. | 0AFC             | 39 | 30 | 11 | 6 | 13 | 44 | 43 | 1   | 0Lijfsbehoud0                                  |
| 12. | 0FC Chabab3      | 38 | 30 | 10 | 9 | 11 | 36 | 42 | −6  | 0Lijfsbehoud0                                  |
| 13. | 0Haaglandia      | 36 | 30 | 11 | 3 | 16 | 57 | 70 | −13 | 0Promotie-/degradatiewedstrijden0              |
| 14. | 0HVV Hollandia4  | 35 | 30 | 10 | 5 | 15 | 37 | 45 | −8  | 0Rechtstreekse degradatie0 Hoofdklasse Zondag0 |
| 15. | 0VV Gemert5      | 23 | 30 | 6  | 5 | 19 | 33 | 62 | −29 | 0Rechtstreekse degradatie0 Hoofdklasse Zondag0 |
| 16. | 0SWZ Boso Sneek6 | 19 | 30 | 5  | 4 | 21 | 26 | 67 | −41 | 0Rechtstreekse degradatie0 Hoofdklasse Zondag0 |

+ Periodekampioen (hoeft in de landelijke beker van volgend seizoen in de tweede ronde pas in te stromen)
1 Achilles '29 is sinds de 28e speelronde (26 wedstrijden) de kampioen van de Topklasse Zondag 2012/13 omdat de voorsprong op ADO '20 10 punten bedraagt, met nog 3 wedstrijden te spelen voor ADO '20.
2 FC Lienden liet op 29 januari 2013 weten na dit seizoen haar zondagafdeling op te heffen wegens financiële redenen. Op 23 april maakte de voorzitter echter bekend dat de club een doorstart zou maken.
3 FC Chabab kreeg een punt in mindering wegens het niet volgen van de juiste procedure voor de afgelasting van de wedstrijd tegen Achilles '29 op 26 augustus 2012.
4 Hollandia is sinds de 30e speelronde zeker van degradatie. Om (rechtstreekse) degradatie te ontlopen, moest de club op de 13e plaats eindigen. Op de laatste speeldag verloor Hollandia met 1-0 van VVSB en won Haaglandia met 6-1 van WKE, waardoor laatstgenoemde op de 13e plaats eindigde.
5 VV Gemert is sinds de 28e speelronde (27 wedstrijden) zeker van degradatie. Om (rechtstreekse) degradatie te ontlopen, moest de club op de 13e plaats eindigen. Per 21 april werd deze plek bezet door Haaglandia met 33 punten, waar Gemert 23 punten had met nog drie wedstrijden te spelen. Het zou dus maximaal op 32 punten uit kunnen komen, waardoor het hoogstens 14e kon worden (AFC, 30 punten).
6 SWZ Boso Sneek is sinds de 27e speelronde zeker van degradatie. Om (rechtstreekse) degradatie te ontlopen, moest de club op de 13e plaats eindigen. Per 14 april werd deze plek bezet door FC Chabab met 30 punten, waar SWZ Sneek 19 punten had met nog drie wedstrijden te spelen. Het zou dus maximaal op 28 punten uit kunnen komen, waardoor het hoogstens 14e kon worden (AFC, 27 punten).
Hieronder staat de stand en aantal punten van Achilles '29 per speelronde weergegeven.
| Speelronde              | 1  | 21  | 3  | 4  | 5  | 6  | 7  | 8  | 9  | 102 | 21 | 11 | 12 | 13 | 14 | 15 | 16 | 173 | 102 | 173 | 184 | 195 | 20 | 21 | 173 | 22 | 23 | 24 | 25 | 184 | 195 | 266 | 184 | 27 | 28 | 266 | 173 | 29 | 30 | Eindstand |
| ----------------------- | -- | --- | -- | -- | -- | -- | -- | -- | -- | --- | -- | -- | -- | -- | -- | -- | -- | --- | --- | --- | --- | --- | -- | -- | --- | -- | -- | -- | -- | --- | --- | --- | --- | -- | -- | --- | --- | -- | -- | --------- |
| Punten in de speelronde | 03 | (-) | 03 | 03 | 3  | 0  | 3  | 1  | 3  | (-) | 3  | 3  | 3  | 0  | 3  | 3  | 3  | (-) | 3   | (-) | (-) | (-) | 3  | 1  | (-) | 0  | 3  | 3  | 0  | (-) | 3   | (-) | 0   | 3  | 3  | 0   | 3   | 3  | 3  | Eindstand |
| Puntentotaal            | 03 | 3   | 06 | 09 | 12 | 12 | 15 | 16 | 19 | 19  | 22 | 25 | 28 | 28 | 31 | 34 | 37 | 37  | 40  | 40  | 40  | 40  | 43 | 44 | 44  | 44 | 47 | 50 | 50 | 50  | 53  | 53  | 53  | 56 | 59 | 59  | 62  | 65 | 68 | 68        |
| Stand                   | 05 | 6   | 03 | 03 | 3  | 3  | 3  | 3  | 3  | 2   | 2  | 1  | 1  | 1  | 1  | 1  | 1  | 1   | 1   | 1   | 1   | 1   | 1  | 1  | 1   | 1  | 1  | 1  | 1  | 1   | 1   | 1   | 1   | 1  | 1  | 1   | 1   | 1  | 1  | 1         |

1 De wedstrijd tussen FC Chabab en Achilles '29 werd door zware regenval 's nachts en 's ochtends afgelast en werd op 21 oktober ingehaald.
2 De wedstrijd tussen Hollandia en Achilles '29 werd door zware regenval in de voorgaande dagen afgelast. De wedstrijd werd 16 december ingehaald.
3 De wedstrijd tussen VVSB en Achilles '29 werd door het incident omtrent de dood van Richard Nieuwenhuizen afgelast. Op 13 januari en 23 februari werd de wedstrijd ook afgelast: het veld van VVSB werd steeds afgekeurd. Op 28 april kon de wedstrijd wel doorgang vinden.
4 De wedstrijd tussen Achilles '29 en De Treffers werd door aanhoudende vorst en sneeuwval zowel op 20 januari als 30 maart afgelast. De wedstrijd werd ingehaald op 10 april.
5 De wedstrijd tussen EVV en Achilles '29 werd als derde wedstrijd op rij afgelast wegens het strenge winterweer. De wedstrijd werd op 1 april ingehaald.
6 De wedstrijd tussen WKE en Achilles '29 werd afgelast wegens het overlijden van WKE-clubicoon, oprichter en oud-voorzitter Hendrik Wolters. De wedstrijd werd 24 april ingehaald.

## Algemeen amateurkampioenschap
Als kampioen van de Topklasse Zondag en hierdoor als landskampioen van de zondagamateurs is, kwam Achilles '29 op 18 en 25 mei uit tegen zaterdagkampioen vv Katwijk voor de titel 'algemeen kampioen van het Nederlands amateurvoetbal'. De Groesbekers speelden eerst de uitwedstrijd op Sportpark De Krom en een week later ontving het de zaterdagkampioen op De Heikant. De wedstrijd op De Krom eindigde zoals deze begonnen was, 0-0, waardoor alles nog open lag voor de terugwedstrijd. In deze terugwedstrijd sneed Achilles zich echter lelijk in de vingers, want ondanks een duidelijk speloverwicht moest Barry Ditewig in zijn laatste wedstrijd voor de Groesbekenaren drie keer 'vissen': 0-3. Hierdoor werd Katwijk landskampioen en is er na drie jaar nog steeds geen club die zijn kampioenschap succesvol weet te verdedigen.
Zowel Katwijk als Achilles hadden in een eerder stadium aangegeven niet te zijn geïnteresseerd in promotie naar de Eerste divisie, maar door de faillissementen van AGOVV en SC Veendam bestaat deze Jupiler League nog maar uit 16 ploegen. De KNVB wou dit oplossen door de (licentie-)eisen te versoepelen en zowel Achilles als Katwijk al dit seizoen door te laten stromen naar het betaald voetbal. Op 23 mei 2013 maakten de Jupiler League-clubs echter bekend een voorkeur te hebben voor toetreding van beloftenteams in de Jupiler League. Hierdoor zouden de Topklassers buiten de boot vallen. Als reactie hierop liet voorzitter Harrie Derks weten dat Achilles '29 haar promotierecht zal gebruiken, mocht het hier de kans voor krijgen. Omdat Katwijk echter landskampioen is, zal Achilles moeten afwachten wat de beslissingen van de KNVB en Katwijk zijn over de toekomst van de Jupiler League.
|                       |            |       |              |                                                                   |
| 18 mei 2013 15:00 uur | vv Katwijk | 0 - 0 | Achilles '29 | Stadion: Sportpark De Krom, Katwijk Scheidsrechter: Gino d'Onorio |
| 18 mei 2013 15:00 uur | Verslag    |       |              | Stadion: Sportpark De Krom, Katwijk Scheidsrechter: Gino d'Onorio |
| 18 mei 2013 15:00 uur |            |       |              | Stadion: Sportpark De Krom, Katwijk Scheidsrechter: Gino d'Onorio |
| 18 mei 2013 15:00 uur |            |       |              | Stadion: Sportpark De Krom, Katwijk Scheidsrechter: Gino d'Onorio |
|                       |            |       |              |                                                                   |

|                       |              |               |                                               |                                                                        |
| 25 mei 2013 15:00 uur | Achilles '29 | 0 - 3 (0 - 3) | vv Katwijk                                    | Stadion: Sportpark De Heikant, Groesbeek Scheidsrechter: Ron Karremans |
| 25 mei 2013 15:00 uur |              | Verslag       | 9' Sahawedesing 29' Jongeneelen 36' Van Oijen | Stadion: Sportpark De Heikant, Groesbeek Scheidsrechter: Ron Karremans |
| 25 mei 2013 15:00 uur |              |               |                                               | Stadion: Sportpark De Heikant, Groesbeek Scheidsrechter: Ron Karremans |
| 25 mei 2013 15:00 uur |              |               |                                               | Stadion: Sportpark De Heikant, Groesbeek Scheidsrechter: Ron Karremans |
|                       |              |               |                                               |                                                                        |

## Vriendschappelijke wedstrijden
Hieronder staat een overzicht van alle vriendschappelijke wedstrijden die de Groesbekers speelden voor, tijdens en na het seizoen vermeld. De gescoorde goals worden niet meegeteld in de lijst voor topschutters.

### Voorbereiding seizoen 2012/13
Als voorbereiding speelde de club de eerste vriendschappelijke wedstrijd tegen eredivisionist RKC Waalwijk. Daarna kreeg het in eigen huis het Duitse VfL Rhede op bezoek en later reisden de Heikanters af naar Sportpark De Westmaat om het op te nemen tegen de succesvolste amateurclub van Nederland: V.V. IJsselmeervogels.
|                        |              |               |              |                                          |
| 21 juli 2012 14:30 uur | Achilles '29 | 0 - 2 (0 - 1) | RKC Waalwijk | Stadion: Sportpark De Heikant, Groesbeek |
| 21 juli 2012 14:30 uur |              | Sneijder      |              | Stadion: Sportpark De Heikant, Groesbeek |
| 21 juli 2012 14:30 uur |              |               |              | Stadion: Sportpark De Heikant, Groesbeek |
| 21 juli 2012 14:30 uur |              |               |              | Stadion: Sportpark De Heikant, Groesbeek |
|                        |              |               |              |                                          |

|                        |                                     |               |           |                                          |
| 24 juli 2012 19:30 uur | Achilles '29                        | 5 - 1 (3 - 0) | VfL Rhede | Stadion: Sportpark De Heikant, Groesbeek |
| 24 juli 2012 19:30 uur | Van Straaten Thoone Rigter Scholten |               | Seeger    | Stadion: Sportpark De Heikant, Groesbeek |
| 24 juli 2012 19:30 uur |                                     |               |           | Stadion: Sportpark De Heikant, Groesbeek |
| 24 juli 2012 19:30 uur |                                     |               |           | Stadion: Sportpark De Heikant, Groesbeek |
|                        |                                     |               |           |                                          |

|                        |                     |               |                     |                                            |
| 28 juli 2012 15:00 uur | vv IJsselmeervogels | 2 - 3 (1 - 2) | Achilles '29        | Stadion: Sportpark De Westmaat, Spakenburg |
| 28 juli 2012 15:00 uur | De Harder De Graaf  |               | Paau Konings Rigter | Stadion: Sportpark De Westmaat, Spakenburg |
| 28 juli 2012 15:00 uur |                     |               |                     | Stadion: Sportpark De Westmaat, Spakenburg |
| 28 juli 2012 15:00 uur |                     |               |                     | Stadion: Sportpark De Westmaat, Spakenburg |
|                        |                     |               |                     |                                            |

Op 5 september werd er een wedstrijd gespeeld tegen tweedeklasser RKVV Volharding uit Vierlingsbeek. De deelnemers namens de Groesbekers waren enkele spelers uit het tweede elftal en spelers die niet veel aan spelen toekomen in het eerste elftal, of spelers die net terugkomen van blessures (Twan Smits en Thijs Hendriks, Frank Hol nog niet).
|                            |                 |               |                                                                       |                                              |
| 5 september 2012 20:00 uur | RKVV Volharding | 0 - 8 (0 - 3) | Achilles '29                                                          | Stadion: Sportpark Soetendaal, Vierlingsbeek |
| 5 september 2012 20:00 uur |                 | Verslag       | Hendriks Van der Schot Hendriks (e.d.) Hendriks Van de Groes Hendriks | Stadion: Sportpark Soetendaal, Vierlingsbeek |
| 5 september 2012 20:00 uur |                 |               |                                                                       | Stadion: Sportpark Soetendaal, Vierlingsbeek |
| 5 september 2012 20:00 uur |                 |               |                                                                       | Stadion: Sportpark Soetendaal, Vierlingsbeek |
|                            |                 |               |                                                                       |                                              |

### Winterstop seizoen 2012/13
In de winterstop oefende Achilles op 8 januari tegen de koploper van de Zondag Hoofdklasse B en tevens de club waar Freek Thoone topscorer in de Hoofdklasse van is, SV Venray. De wedstrijd tegen De Bataven was in eerste instantie 15 januari, maar omdat de wedstrijd tegen VVSB werd afgelast, werd de wedstrijd al op 13 januari gespeeld. Een week later werd er afgetrapt tegen Sportclub N.E.C.. Nog een week later zullen de Groesbekers spelen tegen SV Juliana '31.
|                          |           |                                                |              |                                     |
| 8 januari 2013 20:00 uur | SV Venray | 0 - 5 (0 - 2)                                  | Achilles '29 | Stadion: Sportpark De Wieën, Venray |
| 8 januari 2013 20:00 uur |           | Thoone Hendriks Van Mil (e.d.) Rigter Hendriks |              | Stadion: Sportpark De Wieën, Venray |
| 8 januari 2013 20:00 uur |           |                                                |              | Stadion: Sportpark De Wieën, Venray |
| 8 januari 2013 20:00 uur |           |                                                |              | Stadion: Sportpark De Wieën, Venray |
|                          |           |                                                |              |                                     |

|                           |                                     |               |                                |                                          |
| 13 januari 2013 12:00 uur | Achilles '29                        | 4 - 3 (2 - 2) | VV De Bataven                  | Stadion: Sportpark De Heikant, Groesbeek |
| 13 januari 2013 12:00 uur | Hendriks Paau Rigter Lanting (pen.) |               | Doelpunt · Doelpunt · Doelpunt | Stadion: Sportpark De Heikant, Groesbeek |
| 13 januari 2013 12:00 uur |                                     |               |                                | Stadion: Sportpark De Heikant, Groesbeek |
| 13 januari 2013 12:00 uur |                                     |               |                                | Stadion: Sportpark De Heikant, Groesbeek |
|                           |                                     |               |                                |                                          |

De wedstrijd tussen N.E.C. amateurs en Achilles '29 werd na 65 minuten stilgelegd in verband met hevige sneeuwval.
|                           |                  |               |              |                                     |
| 20 januari 2013 12:00 uur | Sportclub N.E.C. | 0 - 1 (0 - 0) | Achilles '29 | Stadion: MSC De Eendracht, Nijmegen |
| 20 januari 2013 12:00 uur |                  | Rigter        |              | Stadion: MSC De Eendracht, Nijmegen |
| 20 januari 2013 12:00 uur |                  |               |              | Stadion: MSC De Eendracht, Nijmegen |
| 20 januari 2013 12:00 uur |                  |               |              | Stadion: MSC De Eendracht, Nijmegen |
|                           |                  |               |              |                                     |

|                           |                                        |               |                |                                          |
| 27 januari 2013 12:00 uur | Achilles '29                           | 4 - 0 (0 - 0) | SV Juliana '31 | Stadion: Sportpark De Heikant, Groesbeek |
| 27 januari 2013 12:00 uur | Van de Groes Sebens Mormon Stadhouders |               |                | Stadion: Sportpark De Heikant, Groesbeek |
| 27 januari 2013 12:00 uur |                                        |               |                | Stadion: Sportpark De Heikant, Groesbeek |
| 27 januari 2013 12:00 uur |                                        |               |                | Stadion: Sportpark De Heikant, Groesbeek |
|                           |                                        |               |                |                                          |

### Vallei en Rijn-toernooi
Achilles '29 speelde op 2 en 4 augustus op het jaarlijks Vallei en Rijn-toernooi (voorheen het RABO-toernooi). Andere deelnemers van dit toernooi zijn FC Lienden uit Lienden, gastheer GVVV uit Veenendaal en WHC uit Wezep-Hattemerbroek. Achilles '29, FC Lienden en GVVV spelen allen op het hoogste niveau voor amateurs (Topklasse), echter GVVV speelt in de zaterdagtak. Ook WHC speelt op zaterdag, maar die spelen in de Hoofdklasse zaterdag. De Groesbekers speelden niet tegen Lienden, al deden die wel mee. Tijdens het toernooi stond het goede doel KiKa centraal.
|                           |                                                              |                          |                                              |                                        |
| 2 augustus 2012 14:00 uur | GVVV                                                         | 2 - 2 (1 - 2) 3 - 4 pen. | Achilles '29                                 | Stadion: Sportpark Panhuis, Veenendaal |
| 2 augustus 2012 14:00 uur | Van der Wilt                                                 |                          | Scholten Thoone                              | Stadion: Sportpark Panhuis, Veenendaal |
| 2 augustus 2012 14:00 uur | Strafschoppen                                                |                          |                                              | Stadion: Sportpark Panhuis, Veenendaal |
| 2 augustus 2012 14:00 uur | Van Meegdenburg Den Hartog Terschegget Van Hoof Van der Wilt |                          | Rigter Lanting Sebens Van Straaten Verhoeven | Stadion: Sportpark Panhuis, Veenendaal |
|                           |                                                              |                          |                                              |                                        |

|                           |         |               |              |                                        |
| 4 augustus 2012 14:00 uur | WHC     | 1 - 0 (0 - 0) | Achilles '29 | Stadion: Sportpark Panhuis, Veenendaal |
| 4 augustus 2012 14:00 uur | Kardach |               |              | Stadion: Sportpark Panhuis, Veenendaal |
| 4 augustus 2012 14:00 uur |         |               |              | Stadion: Sportpark Panhuis, Veenendaal |
| 4 augustus 2012 14:00 uur |         |               |              | Stadion: Sportpark Panhuis, Veenendaal |
|                           |         |               |              |                                        |